# Saint-Jean-de-Crieulon
Saint-Jean-de-Crieulon è un comune francese di 227 abitanti situato nel dipartimento del Gard, nella regione dell'Occitania.

## Società

### Evoluzione demografica
Abitanti censiti